# 文字之教端書
「文字之教端書」（もじのおしえはしがき）は、啓蒙思想家の福澤諭吉の著した児童向け教科書『文字之教』第一文字之教のまえがき。全7条からなり、1,2,3条において、福澤諭吉が漢字と表記のあり方についてその見解を記している。その見解は漢字制限論の先駆として位置づけられ、国語国字問題を扱った諸書においては、この「端書」が（教科書としての同書の本文やその内容から独立して）しばしば言及される。